# Peromyscus levipes
Peromyscus levipes és una espècie de mamífer rosegador de la família dels cricètids. És endèmic de Mèxic, on viu a altituds d'entre 690 i 3.100 msnm. Es tracta d'un animal nocturn que s'alimenta de llavors, fruita i les parts verdes de les plantes, així com de cucs, insectes, mol·luscs i petits vertebrats. El seu hàbitat natural són les zones rocoses dels boscos. És una espècie en risc mínim, és a dir, no sembla que hi hagi cap amenaça significativa per a la seva supervivència. El seu nom específic, levipes, significa ‘peu àgil’ en llatí.